# Loolee

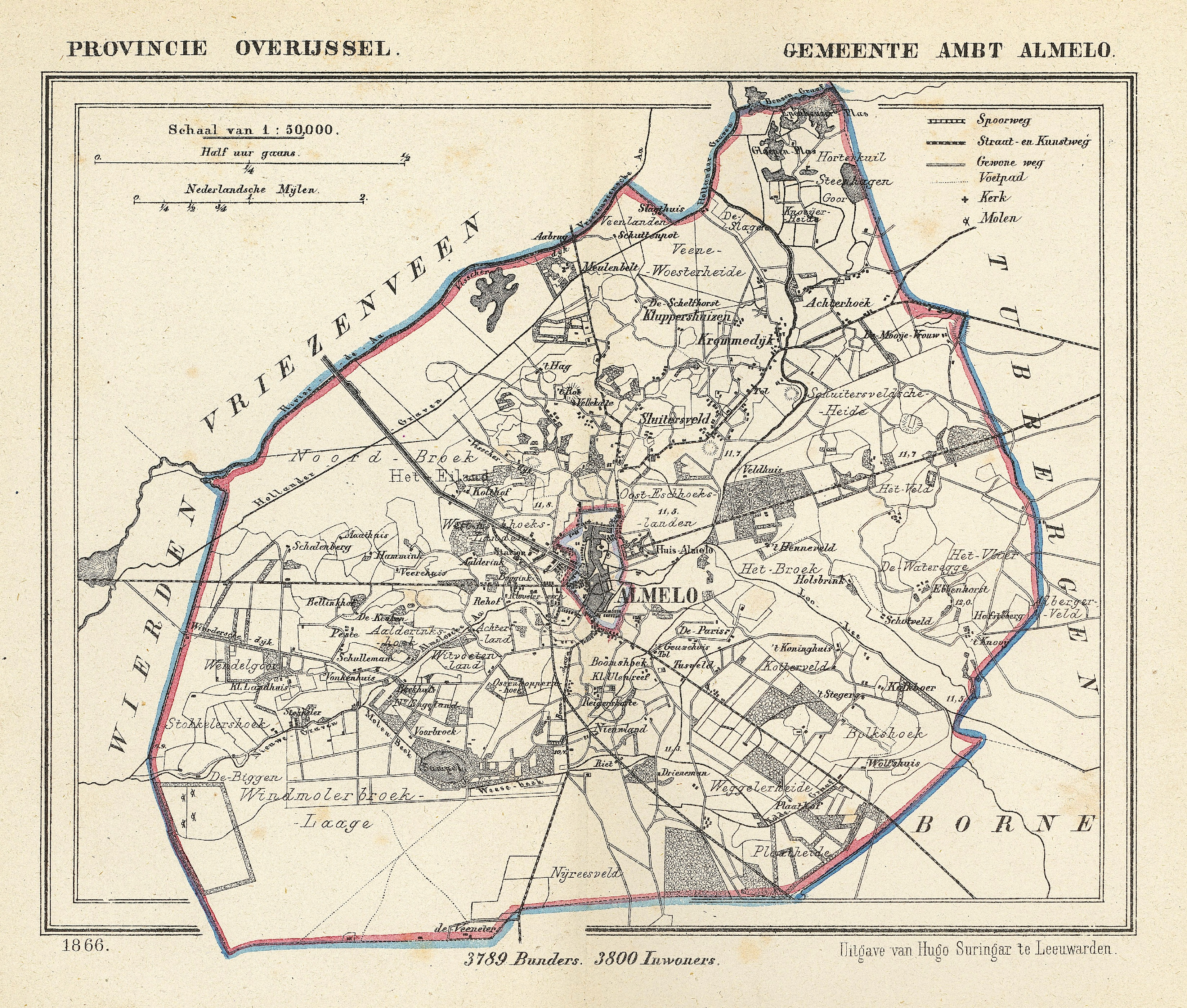
De Loolee ('Loo Lee') ten oosten van Almelo op een kaart uit 1866.

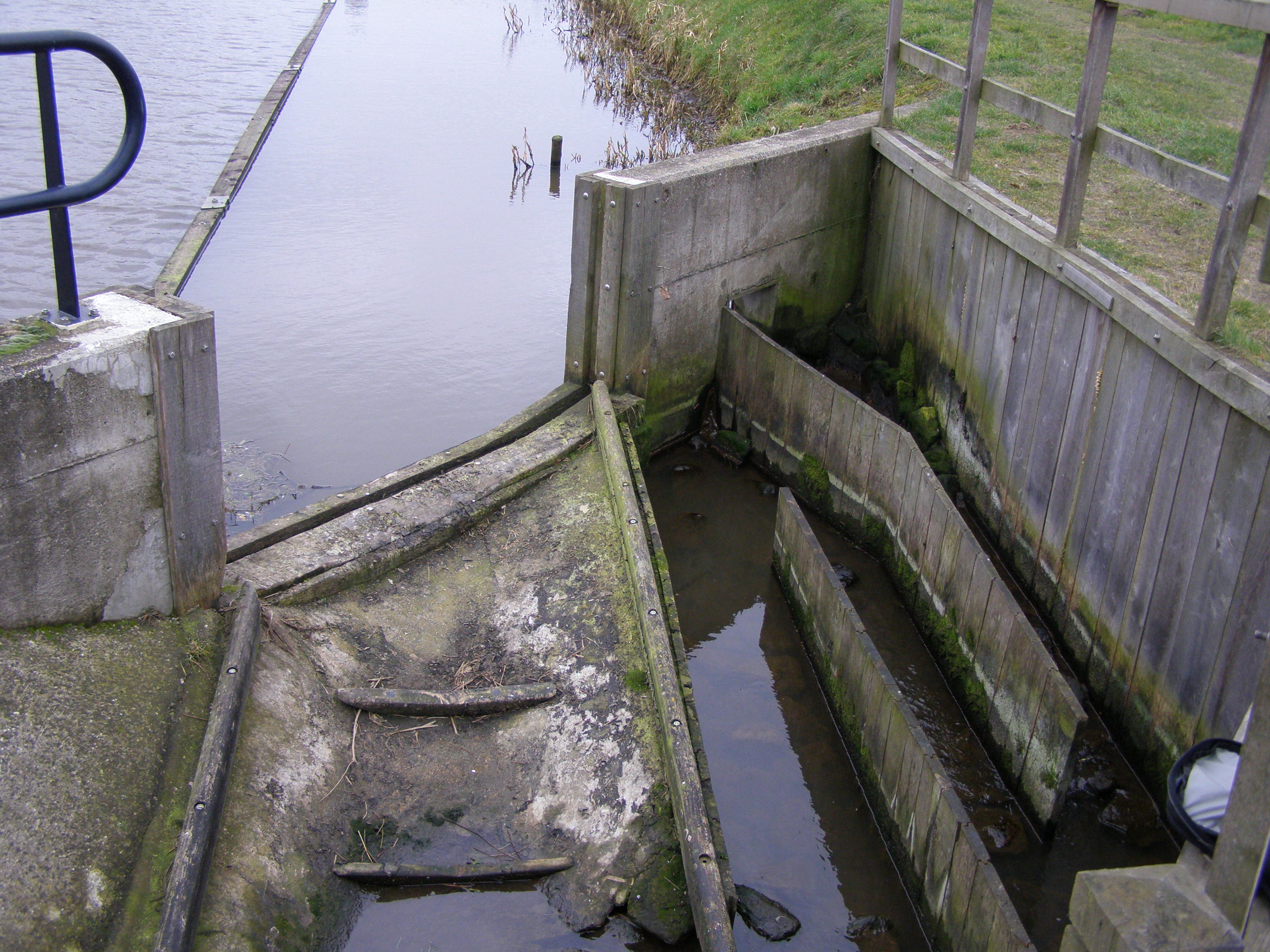
Compacte vispassage in de Loolee nabij Bolkshoek

De Loolee is een beek in de Nederlandse regio Twente in Overijssel. 
De Loolee ontvangt zijn water van een groot aantal kleinere beken, zoals de Deurningerbeek, de Gammelkerbeek, de Oude Bornse Beek, de Lemselerbeek en de Saasvelderbeek. Aan de oostkant van Almelo stroomt de Loolee, via een klein stukje van het Kanaal Almelo-Nordhorn, in het Lateraalkanaal. Nabij Almelo ontspringt de Almelose Aa uit de Loolee.
In 1942 schreef Willem Frederik Hermans de novelle Loo-Lee die in Almelo speelt; het verhaal staat in de verhalenbundel Moedwil en misverstand.